# Landschaftsschutzgebiet Bachtal an der Kirchheider Straße
Das Gebiet „Bachtal an der Kirchheider Straße“ ist ein seit 2005 durch den Kreis Lippe als unterste Naturschutzbehörde ausgewiesenes Landschaftsschutzgebiet im Norden der lippischen Stadt Bad Salzuflen in Nordrhein-Westfalen in Deutschland.

## Lage
Das rund 19 Hektar große Landschaftsschutzgebiet Bachtal an der Kirchheider Straße gehört naturräumlich zum Lipper Bergland. Die beiden Teilgebiete des Talbereichs der Bieke liegen zwischen dem Weiler Giershagen und dem östlichen Ortsrand des Bad Salzufler Ortsteils Wüsten. Das rund 1200 Meter lange Bachtal erstreckt sich auf einer Höhe zwischen rund 220 und 163 m ü. NHN nordöstlich und südwestlich entlang der Kirchheider Straße sowie dem Wiensieker Weg im Süden und der Pillenbrucher Straße im Norden.

## Beschreibung
Zum Schutzgebiet gehören umfangreiche Weiden- und Wiesenbereiche, reich strukturierte Landschaftsteile mit Obstwiesen, Feldgehölzen, Kopfweiden, Hohlwegen und Feuchtwiesenbereichen.
Von besonderer Bedeutung ist der Talraum in kleinklimatischer Hinsicht, er dient zur Ableitung der auf den umgebenden Hängen entstehenden Kaltluft.

## Schutzzweck
Wesentlicher Schutzzweck ist die „Erhaltung eines artenreichen Gehölzstreifens, eines vorwiegend feuchten Grünlands und eines Bachs als wertvollem Lebensraum für Vogel- und Amphibien-Arten“.

## Fauna und Flora

### Flora
- Schwarzer Holunder
- Sumpfdotterblume
- Vogelbeere, auch Eberesche
- Wiesen-Schaumkraut